# Çavuşlu, Borçka
Çavuşlu là một xã thuộc huyện Borçka, tỉnh Artvin, Thổ Nhĩ Kỳ. Dân số thời điểm năm 2010 là 302 người.